# Pechtani (Ohrid)
Pechtani (en macédonien Пештани) est un village du sud-ouest de la Macédoine du Nord, situé dans la municipalité d'Ohrid. Le village comptait 1 326 habitants en 2002.

## Démographie
Lors du recensement de 2002, le village comptait :
- Macédoniens : 1 319
- Serbes : 1
- Autres : 6